# Anne Viriato
Anne Viriato (Amazonas, 9 de abril de 1997) es la primera mujer trans en competir en MMA (Artes Marciales Mixtas) brasileñas.

## Biografía
Nació en el estado brasileño de Amazonas. Comenzó su transición de género a los 12 años y, en 2019, se preparó para someterse a una cirugía de reasignación sexual.
Ha sido luchadora de Jiu-Jitsu desde que tenía 6 añosy obtuvo su cinturón negro en este deporte en 2020, a la edad de 23 años.En 2016 impartió clases de aeróbica en un gimnasio.Luchó en MMA en la división de 53 kg. Las victorias de Anne Viriato se produjeron sobre oponentes masculinos de peso mosca, compitiendo en competiciones de Mr Cage. En 2018 logró victorias en peleas contra hombres en los Campeonatos Pitbull Fight Combat y Mr Cage. Su primera pelea y victoria sobre un hombre fue ampliamente difundida en los medios.
En agosto de 2018, estaba lista para pelear contra Fábio Limana en la cuarta edición del Campeonato de Lucha Suar (SFC), pero sufrió una lesión en el hombro poco antes de la pelea.
En junio de 2019 fue invitada a declarar en una audiencia pública ante la Comisión de Deportes de la Cámara de Diputados sobre el tema de los deportistas transgénero.